# Letlands Musikakademi
Jāzeps Vītols Letlands Musikakademi (lettisk: Jāzepa Vītola Latvijas Mūzikas akadēmija; forkortet JVLMA), tidligere Letlands Konservatorium, er et universitet indenfor musikuddannelse i Letland, som underviser i professionel og akademisk musikteori og historie. Juniorinstitutet hedder Emīls Dārziņs Musikskole. Letlands statslige musikakademi blev grundlagt i 1919 af den lettiske komponist Jāzeps Vītols, som også var den første direktør for Letlands Nationalopera.

## Kendte alumne
| - Misha Alexandrovitj, cantor - Volfgangs Dārziņš, komponist - Sarah Feigin - Elīna Garanča, mezzosopran - Inessa Galante, sopran | - Jānis Ivanovs, komponist - Arvīds Jansons, dirigent - Oleg Kagan, violinist - Gidon Kremer, violinist | - Raimonds Pauls - Uģis Prauliņš, komponist - Aleksandrs Viļumanis, dirigent - Imants Zemzaris, komponist |